# Amtsbezirk Hernals
Der Amtsbezirk Hernals war um die Mitte des 19. Jahrhunderts eine Verwaltungseinheit im Viertel unter dem Wienerwald in Niederösterreich.
Der Amtsbezirk war der Kreisbehörde in Wiener Neustadt unterstellt und besorgte deren Amtsgeschäfte vor Ort. Die Zuständigkeit erstreckte sich neben Hernals auf die damaligen Gemeinden Oberdöbling, Unterdöbling, Dornbach, Gersthof, Neulerchenfeld, Neustift, Neuwaldegg, Ottagrinn, Pötzleinsdorf, Salmannsdorf, Obersievering, Untersievering, Währing und Weinhaus.
Der Amtsbezirk umfasste dabei 15 Gemeinden mit 36.199 Einwohnern (lt. Zählung von 1851).